# Landschaftspflegerischer Begleitplan
Der landschaftspflegerische Begleitplan (kurz LBP) stellt in der Bundesrepublik Deutschland durch Pläne und erläuternde Texte die Maßnahmen dar, die bei einem Bauvorhaben, das Eingriffe in die Natur und Landschaft erfordert, im unmittelbaren Bereich des Bauwerkes oder seiner näheren  Umgebung zur Kompensation oder Minimierung dieser Eingriffe geplant sind. Der LBP ist Bestandteil der Planunterlagen, die zur Genehmigung des Bauvorhabens erforderlich sind. Mit dem Planfeststellungsbeschluss wird der LBP zusammen mit dem Bauentwurf rechtsverbindlich.

## Rechtliche Grundlagen, Ausführungsrichtlinien
Durch das Bundesnaturschutzgesetz (BNatSchG) von 1976 und die nachfolgenden Naturschutzgesetze der Länder wurde der LBP eingeführt. Das Bundesnaturschutzgesetz legt in § 17 Abs. 4 BNatSchG fest:
Bei einem Eingriff, der auf Grund eines nach öffentlichem Recht vorgesehenen Fachplans vorgenommen werden soll, hat der Planungsträger die erforderlichen Angaben nach Satz 1 im Fachplan oder in einem landschaftspflegerischen Begleitplan in Text und Karte darzustellen.
Die große Zahl von Baumaßnahmen im Straßenbau, für die ein LBP erforderlich ist, führte dazu, dass der LBP in diesem Bereich bezüglich Vorgehensweise, Darstellung und qualitativen Merkmalen durch die Richtlinien für die Anlage von Straßen, Teil Landschaftspflege, Abschnitt 1: Landschaftspflegerischer Begleitplan (RAS-LP 1) der Straßenbauverwaltung auf Bundes- und Länderebene weitgehend vereinheitlicht wurde.
Kein Landschaftspflegerischer Begleitplan im engeren Sinne wird aufgestellt für Eingriffe, über die nach § 18 BNatSchG auf Grundlage des Baurechts (konkret: des Baugesetzbuchs) entschieden wird. Dies betrifft insbesondere die Verfahren der Bauleitplanung, also vor allem Flächennutzungspläne und Bebauungspläne. Eingriffsfolgen und Ausgleichsmaßnahmen im Rahmen dieser Verfahren werden im Umweltbericht des Plans oder bei Bauanträgen in der Baugenehmigung behandelt.

## Der LBP im Sinne der RAS-LP 1
Die RAS-LP 1 sieht eine sehr enge Verzahnung der Fachplanung Straßenbau mit der Landschaftsplanung vor, um Eingriffe in die Natur und Landschaft zu minimieren. Die landschaftspflegerische Begleitung eines Straßenbauprojektes beginnt in der Vorentwurfsphase. Hier sind in der Regel Trassenvarianten zu untersuchen, die nicht nur bautechnisch und kostenmäßig, sondern auch auf ihre Umweltverträglichkeit zu überprüfen sind, um Entscheidungskriterien für die Wahl einer Linie zu finden. In dieser Planungsphase wird durch die Umweltverträglichkeitsprüfung (UVP) die möglichen Auswirkungen aller Varianten auf die Umwelt untersucht, um konfliktarme Zonen für die Weiterentwicklung der Planung zu ermitteln.
In der Phase der Entwurfsplanung werden die durch die UVP gewonnenen Erkenntnisse durch eine verfeinerte Bestandserfassung und -bewertung entlang der Trassen erneut auf Auswirkungen auf die Natur und Landschaft untersucht und analysiert. Ziel ist es, Möglichkeiten zur weitergehenden Vermeidung und Minimierung von Beeinträchtigungen zu definieren, damit diese in die endgültige Trasse einfließen können. Abschließend werden die unvermeidlichen Beeinträchtigungen bewertet und deren Kompensation durch geeignete Schutz-, Ausgleichs- und Ersatzmaßnahmen gesucht. Die zu planenden Maßnahmen sind von Projekt zu Projekt sehr verschieden. Dies trifft insbesondere auf Maßnahmen zu, die der Erhaltung und Wiederherstellung des Landschaftsbildes dienen. Einige typische Beispiele zeigen dies sehr deutlich.

### Eingriffsminimierung
- Ändern der Trassierungsparameter in der Lage (Achse) und Höhe (Gradiente), um Konfliktzonen zu meiden oder die Größe des Eingriffes zu vermindern
- Schaffung von artgerechten Querungen für bodengebundene Tiere
- Rückhaltebecken mit Vorbehandlung (Leichtstoffabscheider) des Straßenabwassers
- Vorgaben zur schonenden, standortgerechten Pflege der Seitenräume

### Schutzmaßnahmen
- Gehölzschutz, z. B. die Erhaltung eines intakten Waldtraufs
- Wildschutz durch Anlegen von Schutzzäunen
- Verpflanzung seltener Vegetationsbestände
- Schutzzonen gegenüber erhaltenswerten Lebensräumen

### Ausgleichsmaßnahmen
- vollständige Rekultivierung der Flächen, die im Zuge der Baumaßnahme frei werden
- Flächen aus der intensiven Nutzung nehmen, um Raum für Ausgleichsmaßnahmen zu gewinnen
- Wertvolle Lebensräume gleichwertig ersetzen oder anlegen, z. B. Feuchtgebiete und Laichgewässer
- Geländemodellierung zur landschaftsgerechten Neugestaltung
- Anlegen von trassenbegleitenden Grünzügen

### Ersatzmaßnahmen
- die direkt an der Trasse nicht möglichen Maßnahmen an anderer Stelle vornehmen, jedoch noch so nahe wie möglich, dass ein räumlicher Wirkungszusammenhang gegeben ist

Die Ausführungsplanung als letzte Planungsphase dient der Durcharbeitung des Projektes bis zur baureifen Lösung, die in der RAL-LP, Abschnitt 2, Landschaftspflegerische Ausführung, behandelt wird. Der LBP wird zum Landschaftspflegerischen Ausführungsplan (LAP) weiterentwickelt, wobei Änderungen und Ergänzungen durchaus noch möglich sind, wenn sie den Vorgaben des LBP entsprechen und eine gleichwertige Lösung darstellen. Der LAP enthält alle landschaftspflegerischen Maßnahmen, die entsprechend den ökologischen und gestalterischen Zielvorgaben des LBP ausgearbeitet und in den Bauablauf eingeordnet werden müssen.

## Planungsablauf zur Erstellung des LBP
Einen guten Überblick über den Leistungsumfang und Arbeitsablauf bei der Bearbeitung eines LBP gibt die Honorarordnung für Architekten und Ingenieure (HOAI), § 26 (inkl. Anlage 9), Leistungsbild Landschaftspflegerischer Begleitplan. Die Grundleistungen, die üblicherweise anfallen, sind hier zusammengestellt. Man muss jedoch berücksichtigen, dass dies eine allgemeine Zusammenfassung ist, die ein sehr vielfältiges Leistungsbild abdeckt. Innerhalb dieses Leistungsspektrums können sich projektbezogen erhebliche Verschiebungen der Arbeitsschwerpunkte ergeben. Dies ergibt sich aus der örtlichen Situation, der Größe der geplanten Maßnahme, der Empfindlichkeit des Planungsgebietes im Sinne des Natur- und Landschaftsschutzes gegenüber baulichen Veränderungen und auch aus der Qualität und dem Umfang der verfügbaren Pläne und Voruntersuchungen.

### 1. Klärung der Aufgabenstellung und Ermittlung des Leistungsumfanges
- Abgrenzung des Planungsbereiches
- Zusammenstellung der verfügbaren Unterlagen, insbesondere örtliche und überörtliche Planungen und Untersuchungen, thematische Karten, Luftbilder und sonstige Daten.
- Ermittlung des Leistungsumfangs und der ergänzenden Fachleistungen
- Aufstellen eines verbindlichen Arbeitspapiers
- Ortsbesichtigungen

Im ersten Arbeitsschritt werden die verfügbaren Unterlagen gesichtet und der Aufwand und die Kosten ermittelt, die zur Ergänzung dieser Unterlagen und für die Planung des LBP selbst erforderlich sind.

### 2. Ermittlung und Bewertung der Planungsgrundlagen
Bestandsaufnahme aus vorhandenen Unterlagen und örtlichen Erhebungen:
- des Naturhaushalts in seinen Wirkungszusammenhängen, insbesondere durch Landschaftsfaktoren wie Relief, Geländegestalt, Gestein, Boden, oberirdische Gewässer, Grundwasser, Klima sowie Tiere und Pflanzen und deren Lebensräume
- der Schutzgebiete, geschützten Landschaftsbestandteilen und schützenswerten Lebensräumen
- der vorhandenen Nutzung und Vorhaben
- des Landschaftsbildes und der Landschaftsstruktur
- der kulturgeschichtlich bedeutsamen Objekte
- der Eigentumsverhältnisse

In dieser Planungsphase werden die Bestandsdaten, die meist von den einzelnen Fachbehörden zur Verfügung gestellt werden, zusammengefasst und ergänzt, z. B. durch örtliche Ermittlungen zum Landschaftscharakter und -struktur, durch Biotopkartierungen und Ermittlung der Pflanzen- und Tierarten, die besonders empfindlich auf Eingriffe in ihren Lebensraum reagieren. In diesem Zusammenhang sind auch die Nutzung der Landschaft, die Lage und Abgrenzung von Schutzgebieten und die bereits bestehenden Gefährdungen zu ermitteln. Der Punkt Eigentumsverhältnisse ist insofern relevant, weil damit absehbar wird, wo Ausgleichs- und Ersatzmaßnahmen problemlos möglich sind, bzw. wo diese eventuell schwierig oder nur langfristig durchzusetzen sind.

#### Bestandsbewertung
- Bewerten der Leistungsfähigkeit und Empfindlichkeit des Naturhaushalts und des Landschaftsbildes nach den Zielen und Grundsätzen des Naturschutzes und der Landschaftspflege.
- Bewerten der vorhandenen Beeinträchtigungen (Vorbelastung) von Natur und Landschaft.
- Zusammenfassende Darstellung der Bestandsaufnahme und der Bestandsbewertung durch Text- und Planunterlagen.

Die Bewertung geht z. B. auf die Seltenheit bestimmter Lebensräume, Pflanzen und Tiere ein, deren Regenerationsfähigkeit und Gefährdungssituation (Rote Liste) sowie die Größe des Lebensraumes und sein Entwicklungspotential. Auch die Gewässergüte, die Bedeutung der Grundwasservorkommen für die Wassergewinnung sowie die vorhandene Schadstoffbelastung, das Klima und die Luftqualität sind zu berücksichtigen, um die Empfindlichkeit eines Gebietes gegenüber Veränderungen abzuschätzen.

### 3. Ermitteln und Bewerten des Eingriffes
- Konfliktanalyse durch Ermitteln und Bewerten der durch das Vorhaben zu erwartenden Beeinträchtigungen des Naturhaushaltes und des Landschaftsbildes nach Art, Umfang, Ort und zeitlichem Ablauf.
- Konfliktminderung durch Erarbeiten von Lösungen zur Vermeidung oder Verminderung von Beeinträchtigungen des Naturhaushalts und des Landschaftsbildes in Abstimmung mit anderen Fachplanungen.
- Ermitteln der unvermeidbaren Beeinträchtigungen
- Überprüfung der Abgrenzung des Untersuchungsgebietes
- Zusammenfassende Darstellung der Ergebnisse von Konfliktanalyse, Konfliktminderung und der unvermeidbaren Beeinträchtigungen in Text- und Planunterlagen zur Abstimmung mit dem Auftraggeber.

Zur Konfliktanalyse muss eine vorläufige technische Planung vorliegen, wo auch die für das Bauwerk benötigten Seitenräume dargestellt sind. Anhand dieser Pläne kann z. B. der Flächenverbrauch genau ermittelt und andere Einflussfaktoren mit ausreichender Genauigkeit abgeschätzt werden. Die Konfliktminderung erfolgt in Abstimmung mit der technischen Planung durch Änderungen der Entwurfsparameter oder der Querschnittsgestaltung, wenn z. B. eine Mauer statt einer Böschung den Flächenverbrauch in einem sensiblen Bereich reduziert. Die Ermittlung der unvermeidbaren Beeinträchtigungen erfolgt in gleicher Weise auf der Grundlage der geänderten technischen Pläne.

### 4. Vorläufige Planfassung
- Erarbeiten der grundsätzlichen Lösung der wesentlichen Teile der Aufgabe mit Alternativen
- Darstellen und Begründen von Maßnahmen des Naturschutzes und der Landschaftspflege nach Art, Umfang, Lage und zeitlicher Abfolge einschließlich Biotopsentwicklung- und Pflegemaßnahmen, insbesondere Ausgleichs-, Ersatz-, Gestaltungs- und Schutzmaßnahmen sowie Maßnahmen nach § 3, Abs. 2 (Biotopverbund) des Bundesnaturschutzgesetzes:

(2) Der Biotopverbund dient der nachhaltigen Sicherung von heimischen Tier- und Pflanzenarten und deren Populationen einschließlich ihrer Lebensräume und Lebensgemeinschaften sowie Bewahrung, Wiederherstellung und Entwicklung funktionsfähiger ökologischer Wechselbeziehungen.
- Gegenüberstellung von Beeinträchtigungen und Ausgleich einschließlich der Darstellung verbleibender, nicht ausgleichbarer Beeinträchtigungen.
- Kostenschätzung
- Abstimmung der vorläufigen Planfassung mit dem Auftraggeber und den für Naturschutz und Landschaftspflege zuständigen Behörden.

In dieser Planungsphase werden die vorgesehenen Maßnahmen zusammengefasst und mit allen Beteiligten und Betroffenen nochmals abgestimmt. Dies sind Landkreise, Kommunen und Fachbehörden (Träger öffentlicher Belange), aber auch Verbände und Interessenvertretungen aus dem Bereich Natur- und Landschaftsschutz, Landwirtschaft, Wasserversorgung usw., eventuell auch besonders betroffene Personen.

### 5. Endgültige Planfassung
- Darstellung des LBP in der vorgeschriebenen Fassung durch Text- und Planunterlagen.

Nach der Einarbeitung der Ergebnisse der Anhörung wird sowohl der technische Entwurf als auch der LBP in der endgültigen Fassung erstellt. Diese Unterlagen werden zusammengefasst (Entwurfsmappe) und bilden die Grundlage für die Genehmigung der Bauvorhaben.

## Kritik
Der LBP hat sich als Planungsinstrument durchgesetzt und wird im Sinne eines nachhaltigen Natur- und Landschaftsschutzes angewandt. Seine Thematik hat heute eine weit größere Akzeptanz bei allen Beteiligten und Betroffenen einer Baumaßnahme, als dies noch 1976 bei der Veröffentlichung des Bundesnaturschutzgesetzes der Fall war.
Die Problematik beim LBP ist, dass eine gute Lösung mit minimalen Eingriffen in die Umwelt eine sehr enge Kooperation von Fachplanern mit sehr unterschiedlichen Zielrichtungen erfordert. Konflikte sind vorbestimmt, wenn der Baulastträger, Entscheidungsgremien, Lokalpolitiker oder einflussreiche Verbände schon in einer frühen Phase der Planung eine bestimmte Trasse favorisieren und somit eine landschaftspflegerische Planung zur Minimierung der Beeinträchtigungen auf einen schmalen Korridor einschränken, wo oft nur eine gewisse Schadensbegrenzung möglich ist.
Ein LBP setzt die in der RAS-LP 1 für alle Planungsphasen ausdrücklich geforderte, enge Verzahnung der Planungen voraus. Bekommt die Bauplanung gegenüber dem LBP zu viel Vorlauf, ergeben sich aus der geplanten Trasse zwangsläufig Vorgaben, gegen die der Landschaftsplaner nur noch bei gravierenden Mängeln vorgehen kann. Hier kommen dann Argumente wie zusätzliche Kosten und Terminvorgaben ins Spiel, um Änderungswünsche abzuwiegeln. Diese einseitige Bevorzugung der Bauplanung kann jedoch sehr kurzsichtig sein. Es muss hier betont werden, dass bei einer gut in das Landschaftsbild eingefügten Trasse bei entsprechender Gestaltung der Seitenräume etwa der Streckencharakter dem Straßenbenutzer viel besser vermittelt und damit mehr Verkehrssicherheit gewonnen wird. Der LBP darf also nicht als notwendiges Übel behandelt, sondern er muss vielmehr als ein Mittel zur Optimierung der Planung eingesetzt werden. Diese Einsicht konnte sich erst im Laufe der Zeit bei den Fachplanern durchsetzen. Die zunehmende Sensibilisierung für Umweltthemen brachte es mit sich, dass die Abwägung zwischen technischen Aspekten, den Kosten und der Umweltverträglichkeit heute in der Regel mit mehr Verantwortungsbewusstsein für die Umwelt vorgenommen wird.
Als gelungene Ersatzmaßnahme gilt der Grünzug Bullengraben, der zwischen 2004 und 2007 durch die DB ProjektBau zum Ausgleich der Beeinträchtigungen in Natur und Landschaft durch das Bauvorhaben der Schnellfahrstrecke Hannover–Berlin im Berliner Bezirk Spandau angelegt wurde. Für die Schaffung der Gesamtanlage erhielt die Deutsche Bahn 2009 den Gustav-Meyer-Preis, der seit 1995 alle zwei Jahre für hervorragend geplante öffentliche Grün- und Parkanlagen vergeben wird.

## Normen und Standards
- FGSV (Hrsg.): Richtlinien für die landschaftspflegerische Begleitplanung im Straßenbau, 2011, FGSV-Verlag Köln
- FGSV (Hrsg.): Richtlinie für die Anlage von Straßen – Teil: Landschaftspflege, 1996, FGSV-Verlag Köln
- FGSV (Hrsg.): Merkblatt zur Umweltverträglichkeitsstudie in der Straßenplanung, 2002, FGSV-Verlag Köln